# Казбек, Михаил Гаврилович
Михаил Гаврилович Казбек (1805—1876) — русский генерал, участник Кавказских походов

## Биография
Происходил из горских князей и родился 15 июня 1805 года.
Воспитывался в Тифлисском благородном училище, 13 февраля 1819 г. произведён в прапорщики за отличие против горцев во время состояния при генерале Ермолове. Всю службу провел на Кавказе, участвовал во множестве дел с горцами и получил за боевые отличия несколько чинов, орденов и в чине ротмистра был переведён в Лейб-гвардии Казачий полк. За отличие в Даргинской экспедиции 1845 г. произведён в полковники.
С 1850 г. по 1859 г. состоял главным начальником горских народов Тифлисской губернии, 1 февраля 1852 г. был награждён орденом св. Георгия 4-й степени за беспорочную выслугу 25 лет в офицерских чинах (№ 8872 по списку Григоровича — Степанова). Произведённый в 1859 г. в генерал-майоры, состоял при Кавказской армии.
Умер 18 июня 1876 года.